# Obizzo Obizzi
Obizzo Obizzi (Obicio; Borgogna, X secolo – XI secolo), di origine transalpina, sarebbe stato, secondo la tradizione, il capostipite degli Obizzi, una famiglia che, nei secoli seguenti, arrivò a posizioni e a ricchezze considerevoli.

## Biografia
Di origine borgognona arrivò in Italia nel 1010
Venne nominato dall'imperatore Arrigo II,  vicario delle coste liguri e toscane.
Il nome Obizzo fu poi ripreso da diversi discendenti, tra i quali Obizzo degli Obizzi (appartenente al ramo lucchese della famiglia e rammentato dal Muratori), celebrato per il suo valore nella seconda crociata e un Obizzo Obizzi giudice di Lucca che, come ricordano le Cronache del Villani fu ucciso nel 1301 quando i Neri prevalsero sui Bianchi.
Un omonimo Obizzo Obizzi è segnalato a Ferrara, come padrone di una villa, poi passata ai duchi d'Este.
Un altro omonimo è menzionato come comandante di un reggimento di corazzieri in una lettera inviata dal Sagredo a Galileo Galilei.